# Буддистські монастирі в Японії
Буддистські монастирі в Японії (яп. 日本の寺院) — основні релігійні центри буддизму в Японії. Поряд з синтоїстськими святилищами є одними із найчисельніших, найвідоміших і найважливіших релігійних архітектурних пам'яток країни. Належать численним буддистським сектам. Є місцевим різновидом традиційного буддистського монастиря (विहार, vihāra) — місцем проживання монахів (प्रव्रज्या, pravrajyā, осіб, який прийняли чернечі обітниці і займаються пізнанням шляху). До кінця XVI ст. були одними із найбільших землевласників у країні. Офіційна класифікація й ієрархія монастирів існує з ХІІІ ст. Більшість монастирів, зазвичай, називаються тера (寺), або мають закінчення -джі (寺) у власній назві: наприклад, монастир Кійомідзу (Кійомідзу-дера, «монастир Чистої Води»), монастир Тодай (Тодай-джі, «Східний монастир»), монастир Енряку (Енряку-джі, «монастир доби Енряку») тощо; монастирі меншого класу звуться «обителями» (院, ін); найменші — «скитами» (庵, ан), або «залами» (道場, доджьо). Центральною будівлею будь-якого буддистського монастиря є храм (堂, до), де вшановується головний святий образ того чи іншого будди. Храмів може бути один або декілька, залежно від розміру монастиря: наприклад, Центральний храм (本堂, хондо), храм Аміди (阿弥陀堂, Аміда-до), храм Якуші (薬師堂, Якуші-до), храм Семи божеств щастя (七福神堂, Шічіфукуджін-до), храм засновника тощо. Крім цього, монастир, як правило, має дзвіницю, дім настоятеля і парадну браму. Великі монастирі також мають пагоди (塔, то), келії, трапезні, лекторії, бібліотеки (сутріарії), господарські споруди тощо, а також можуть включати у себе кілька обителей і скитів. Кожен буддистський монастир окрім власної назви має так званий гірське прізвисько: монастир Енряку гори Хієй (Хієй-дзан Енряку-джі).